# J1 League 2024
La J1 League 2024, nota come Meiji Yasuda J1 League 2024 per ragioni di sponsorizzazione, è stata la trentaduesima edizione della massima serie del campionato giapponese, la decima con il nuovo formato. Il campionato è iniziato il 23 febbraio e si è concluso l'8 dicembre 2024.
Il Vissel Kōbe ha vinto il campionato per la seconda volta consecutiva, dopo che aveva vinto il suo primo titolo nella precedente edizione.

## Stagione

### Novità
Vista la decisione della J.League di allargare l'organico della J1 League a 20 squadre a partire dalla stagione 2024 per uniformare il numero di squadre partecipanti alle prime tre serie, il numero di retrocessioni dalla J1 League 2023 è stato ridotto a uno, ossia lo Yokohama FC, classificatosi all'ultimo posto. Dalla J2 League 2023 sono state promosse in J1 League il Machida Zelvia e il Júbilo Iwata, prime due classificate al termine del campionato, e il Tokyo Verdy, vincitore dei play-off. Per il Machida Zelvia si tratta dell'esordio assoluto nella massima serie giapponese, il Tokyo Verdy vi torna dopo 15 anni, mentre il Júbilo Iwata dopo una sola stagione d'assenza.

### Formula
Le 20 squadre si affrontano in un girone all'italiana con partite di andata e ritorno, per un totale di 38 giornate. La squadra prima classificata è dichiarata Campione del Giappone e viene ammessa alla fase a gironi della AFC Champions League 2025. Anche la seconda in classifica viene ammessa alla fase a gironi della AFC Champions League 2025, mentre la terza classificata viene ammessa solo alla fase play-off del torneo. Le squadre classificate alle ultime tre posizioni vengono retrocesse in J2 League.

## Squadre partecipanti
| Club                       | Città     | Stadio                            | Stagione precedente    |
| -------------------------- | --------- | --------------------------------- | ---------------------- |
| Albirex Niigata            | Niigata   | Stadio Niigata                    | 10º posto in J1 League |
| Avispa Fukuoka             | Fukuoka   | Hakatanomori Stadium              | 7º posto in J1 League  |
| Cerezo Osaka               | Osaka     | Stadio Nagai                      | 9º posto in J1 League  |
| Gamba Osaka                | Suita     | Panasonic Stadium Suita           | 16º posto in J1 League |
| Hokkaido Consadole Sapporo | Sapporo   | Sapporo Dome                      | 12º posto in J1 League |
| Júbilo Iwata               | Iwata     | Yamaha Stadium                    | 2º posto in J2 League  |
| Kashima Antlers            | Kashima   | Kashima Soccer Stadium            | 5º posto in J1 League  |
| Kashiwa Reysol             | Kashiwa   | Sankyo Frontier Kashiwa Stadium   | 17º posto in J1 League |
| Kawasaki Frontale          | Kawasaki  | Todoroki Athletics Stadium        | 8º posto in J1 League  |
| Kyoto Sanga                | Kyoto     | Sanga Stadium by Kyocera          | 13º posto in J1 League |
| Machida Zelvia             | Tokyo     | Machida GION Stadium              | 1º posto in J2 League  |
| Nagoya Grampus             | Nagoya    | Stadio Toyota                     | 6º posto in J1 League  |
| Sagan Tosu                 | Tosu      | Best Amenity Stadium              | 14º posto in J1 League |
| Sanfrecce Hiroshima        | Hiroshima | Hiroshima Big Arch                | 3º posto in J1 League  |
| Shonan Bellmare            | Hiratsuka | Lemon Gas Stadium Hiratsuka       | 15º posto in J1 League |
| FC Tokyo                   | Tokyo     | Tokyo Stadium                     | 11º posto in J1 League |
| Tokyo Verdy                | Tokyo     | Tokyo Stadium                     | 3º posto in J2 League  |
| Urawa Red Diamonds         | Saitama   | Saitama Stadium 2002              | 4º posto in J1 League  |
| Vissel Kobe                | Kōbe      | Stadio del Parco Misaki           | 1º posto in J1 League  |
| Yokohama F·Marinos         | Yokohama  | Stadio internazionale di Yokohama | 2º posto in J2 League  |

## Classifica finale
Fonte: sito ufficiale.
|        | Pos. | Squadra             | Pt | G  | V  | N  | P  | GF | GS | DR  |
| ------ | ---- | ------------------- | -- | -- | -- | -- | -- | -- | -- | --- |
|        | 1.   | Vissel Kōbe         | 72 | 38 | 21 | 9  | 8  | 61 | 36 | +25 |
|        | 2.   | Sanfrecce Hiroshima | 68 | 38 | 19 | 11 | 8  | 72 | 43 | +29 |
| [ 10 ] | 3.   | Machida Zelvia      | 66 | 38 | 19 | 9  | 10 | 54 | 34 | +20 |
|        | 4.   | Gamba Osaka         | 66 | 38 | 18 | 12 | 8  | 49 | 35 | +14 |
|        | 5.   | Kashima Antlers     | 65 | 38 | 18 | 11 | 9  | 60 | 41 | +19 |
|        | 6.   | Tokyo Verdy         | 56 | 38 | 14 | 14 | 10 | 51 | 51 | 0   |
|        | 7.   | FC Tokyo            | 54 | 38 | 15 | 9  | 14 | 53 | 51 | +2  |
|        | 8.   | Kawasaki Frontale   | 52 | 38 | 13 | 13 | 12 | 66 | 57 | +9  |
|        | 9.   | Yokohama F·Marinos  | 52 | 38 | 15 | 7  | 16 | 61 | 62 | -1  |
|        | 10.  | Cerezo Osaka        | 52 | 38 | 13 | 13 | 12 | 43 | 48 | -5  |
|        | 11.  | Nagoya Grampus      | 50 | 38 | 15 | 5  | 18 | 44 | 47 | -3  |
|        | 12.  | Avispa Fukuoka      | 50 | 38 | 12 | 14 | 12 | 33 | 38 | -5  |
|        | 13.  | Urawa Reds          | 48 | 38 | 12 | 12 | 14 | 49 | 45 | +4  |
|        | 14.  | Kyoto Sanga         | 47 | 38 | 12 | 11 | 15 | 43 | 55 | -12 |
|        | 15.  | Shonan Bellmare     | 45 | 38 | 12 | 9  | 17 | 53 | 58 | -5  |
|        | 16.  | Albirex Niigata     | 42 | 38 | 10 | 12 | 16 | 44 | 59 | -15 |
|        | 17.  | Kashiwa Reysol      | 41 | 38 | 9  | 14 | 15 | 39 | 51 | -12 |
|        | 18.  | Júbilo Iwata        | 38 | 38 | 10 | 8  | 20 | 47 | 68 | -21 |
|        | 19.  | Consadole Sapporo   | 37 | 38 | 9  | 10 | 19 | 43 | 66 | -23 |
|        | 20.  | Sagan Tosu          | 35 | 38 | 10 | 5  | 23 | 48 | 68 | -20 |

Legenda:
      Campione del Giappone e ammessa alla AFC Champions League 2025.
      ammessa alla AFC Champions League 2025.
      ammessa alle qualificazioni della AFC Champions League 2025.
      retrocessa in J2 League 2025.
Note:
Tre punti a vittoria, uno a pareggio, zero a sconfitta.
La classifica viene stilata secondo i seguenti criteri:
- Punti conquistati
- Differenza reti generale
- Reti totali realizzate
- Punti negli scontri diretti
- Differenza reti negli scontri diretti
- Reti realizzate negli scontri diretti
- Classifica fair-play
- Sorteggio

## Risultati
|                     | Alb  | Avi  | Cer  | Gam  | Hok  | Júb  | KaA  | KaR  | Kaw  | Kyo  | Mac  | Nag  | Sag  | San  | Sho  | FTo  | ToV  | Ura  | Vis  | YFM  |
| ------------------- | ---- | ---- | ---- | ---- | ---- | ---- | ---- | ---- | ---- | ---- | ---- | ---- | ---- | ---- | ---- | ---- | ---- | ---- | ---- | ---- |
| Albirex Niigata     | –––– | 1-2  | 0-1  | 0-1  | 1-1  | 2-2  | 0-4  | 1-1  | 2-2  | 2-0  | 0-0  | 1-0  | 3-4  | 1-1  | 3-1  | 1-3  | 0-2  | 2-4  | 2-3  | 3-1  |
| Avispa Fukuoka      | 0-1  | –––– | 0-3  | 1-0  | 0-0  | 2-2  | 1-0  | 2-1  | 1-1  | 1-2  | 0-3  | 1-0  | 2-0  | 1-1  | 1-1  | 1-3  | 0-1  | 1-0  | 0-2  | 2-1  |
| Cerezo Osaka        | 1-2  | 1-0  | –––– | 1-0  | 1-1  | 1-2  | 0-2  | 0-0  | 1-0  | 3-5  | 0-0  | 2-1  | 1-0  | 1-1  | 2-0  | 2-2  | 2-1  | 2-1  | 1-4  | 2-2  |
| Gamba Osaka         | 1-0  | 2-2  | 1-0  | –––– | 2-1  | 2-1  | 1-2  | 2-1  | 3-1  | 0-0  | 1-3  | 3-2  | 2-1  | 3-1  | 0-1  | 0-0  | 1-1  | 0-1  | 2-1  | 4-0  |
| Hokkaido Consadole  | 0-1  | 2-2  | 1-1  | 1-0  | –––– | 1-0  | 0-3  | 1-0  | 2-0  | 2-0  | 1-2  | 1-2  | 5-3  | 1-1  | 3-3  | 1-2  | 0-2  | 0-1  | 1-1  | 0-1  |
| Júbilo Iwata        | 2-0  | 0-0  | 1-1  | 3-4  | 0-2  | –––– | 2-1  | 0-1  | 2-2  | 1-2  | 2-0  | 0-1  | 0-3  | 1-2  | 3-2  | 2-1  | 3-0  | 1-1  | 0-2  | 3-4  |
| Kashima Antlers     | 1-1  | 0-0  | 1-1  | 0-0  | 2-0  | 1-0  | –––– | 0-0  | 2-1  | 1-0  | 3-1  | 0-0  | 3-0  | 2-2  | 3-1  | 2-1  | 3-3  | 0-0  | 1-0  | 3-1  |
| Kashiwa Reysol      | 1-1  | 0-2  | 1-1  | 0-0  | 2-1  | 0-2  | 1-2  | –––– | 2-3  | 1-1  | 1-1  | 0-2  | 1-1  | 0-1  | 2-1  | 3-2  | 2-3  | 1-0  | 1-1  | 1-0  |
| Kawasaki Frontale   | 5-1  | 3-1  | 1-1  | 1-1  | 3-0  | 4-5  | 1-3  | 1-1  | –––– | 0-1  | 0-1  | 2-1  | 3-2  | 1-1  | 1-1  | 3-0  | 0-0  | 3-1  | 3-0  | 1-3  |
| Kyoto Sanga         | 0-1  | 2-3  | 1-1  | 2-2  | 2-0  | 0-3  | 0-   | 2-2  | 1-1  | –––– | 0-3  | 3-2  | 2-0  | 0-5  | 1-2  | 3-0  | 0-0  | 0-0  | 2-3  | 2-3  |
| Machida Zelvia      | 1-3  | 0-0  | 2-1  | 1-1  | 0-0  | 4-0  | 1-0  | 2-0  | 1-4  | 1-0  | –––– | 1-0  | 3-1  | 1-2  | 0-1  | 3-0  | 5-0  | 2-2  | 1-2  | 1-2  |
| Nagoya Grampus      | 3-0  | 0-0  | 2-1  | 0-1  | 0-2  | 2-0  | 0-3  | 2-1  | 2-0  | 1-1  | 0-1  | –––– | 0-3  | 1-2  | 1-1  | 3-1  | 1-0  | 0-1  | 0-2  | 2-1  |
| Sagan Tosu          | 1-2  | 0-0  | 0-2  | 0-2  | 4-0  | 3-0  | 4-2  | 1-4  | 5-2  | 3-0  | 2-1  | 0-2  | –––– | 1-4  | 1-2  | 0-1  | 0-2  | 1-1  | 0-0  | 1-2  |
| Sanfrecce Hiroshima | 1-1  | 1-0  | 2-0  | 1-1  | 5-1  | 2-0  | 1-3  | 2-0  | 2-2  | 0-1  | 2-0  | 2-3  | 4-0  | –––– | 2-0  | 3-2  | 4-1  | 2-0  | 1-3  | 6-2  |
| Shonan Bellmare     | 2-1  | 1-1  | 1-2  | 1-2  | 1-1  | 5-0  | 3-2  | 1-2  | 1-2  | 0-1  | 0-0  | 0-1  | 2-1  | 2-1  | –––– | 0-1  | 1-2  | 4-4  | 0-1  | 2-3  |
| FC Tokyo            | 2-0  | 0-1  | 3-0  | 0-1  | 1-0  | 1-1  | 2-0  | 3-3  | 0-3  | 2-1  | 1-2  | 4-1  | 1-1  | 1-1  | 0-2  | –––– | 0-0  | 2-1  | 1-2  | 1-1  |
| Tokyo Verdy         | 2-2  | 0-0  | 1-1  | 0-0  | 5-3  | 3-2  | 2-1  | 1-1  | 4-5  | 2-2  | 0-1  | 1-0  | 2-0  | 0-1  | 0-2  | 2-2  | –––– | 2-1  | 1-1  | 1-2  |
| Urawa Reds          | 0-0  | 2-1  | 0-1  | 0-1  | 3-4  | 3-0  | 2-2  | 1-0  | 1-1  | 3-0  | 1-2  | 2-1  | 3-0  | 3-0  | 2-3  | 0-2  | 1-1  | –––– | 1-1  | 2-1  |
| Vissel Kobe         | 3-2  | 1-0  | 2-1  | 2-2  | 6-1  | 2-0  | 3-1  | 0-1  | 1-0  | 0-1  | 0-0  | 3-3  | 2-0  | 0-0  | 3-0  | 0-2  | 0-1  | 1-0  | –––– | 1-2  |
| Yokohama F·Marinos  | 0-0  | 0-1  | 4-0  | 2-0  | 3-2  | 1-1  | 4-1  | 4-0  | 0-0  | 1-2  | 1-3  | 0-2  | 0-1  | 3-2  | 2-2  | 1-3  | 1-2  | 0-0  | 1-2  | –––– |

## Statistiche

### Classifica marcatori
Fonte: Sito ufficiale.
| Gol |  |  | Giocatore        | Squadra             |
| --- |  |  | ---------------- | ------------------- |
| 24  |  |  | Anderson Lopes   | Yokohama F·Marinos  |
| 21  |  |  | Léo Ceará        | Cerezo Osaka        |
| 19  |  |  | Shin Yamada      | Kawasaki Frontale   |
| 19  |  |  | Ryō Germain      | Júbilo Iwata        |
| 15  |  |  | Yūma Suzuki      | Kashima Antlers     |
| 14  |  |  | Marcelo Ryan     | Sagan Tosu          |
| 13  |  |  | Yoshinori Mutō   | Vissel Kobe         |
| 12  |  |  | Thiago Santana   | Urawa Reds          |
| 12  |  |  | Takashi Usami    | Gamba Osaka         |
| 11  |  |  | Lukian           | Shonan Bellmare     |
| 11  |  |  | Rafael Elias     | Kyoto Sanga         |
| 11  |  |  | Taisei Miyashiro | Vissel Kobe         |
| 11  |  |  | Yūya Ōsako       | Vissel Kobe         |
| 11  |  |  | Yūki Ōhashi      | Sanfrecce Hiroshima |
| 10  |  |  | Kōsuke Kinoshita | Kashiwa Reysol      |
| 10  |  |  | Yūdai Kimura     | Tokyo Verdy         |
| 10  |  |  | Shō Fukuda       | Shonan Bellmare     |
| 10  |  |  | Akito Suzuki     | Shonan Bellmare     |
| 10  |  |  | Kaito Taniguchi  | Albirex Niigata     |
| 10  |  |  | Isa Sakamoto     | Gamba Osaka         |